# Il Trono di Spade (gioco da tavolo)
Il Trono di Spade: Il Gioco da Tavolo (A Game of Thrones: The Board Game) è un gioco da tavolo strategico con una forte componente diplomatica. Ideato da Christian T. Petersen e pubblicato da Fantasy Flight Games nel 2003. Una seconda edizione del gioco è stata pubblicata nel 2011. Il gioco si ispira al ciclo di romanzi fantasy Cronache del ghiaccio e del fuoco (A Song of Ice and Fire) dello scrittore statunitense George R. R. Martin.

## Gameplay
Il Trono di Spade: Il Gioco da Tavolo è un gioco di strategia, basato sull'espansione, conquista e controllo del territorio, gestione delle risorse e politica.
Questi elementi possono inquadrarlo come un wargame simulativo strategico.

### Obiettivo
L'obiettivo finale è conquistare sette tra castelli e fortezze. Il primo giocatore che raggiunge tale obiettivo vince automaticamente la partita. Se nessun giocatore è riuscito nell'impresa prima del decimo ed ultimo round, vince il giocatore che possiede più castelli e/o fortezze. In caso di parità si controlleranno vari parametri interni al gioco, fino a decretare un vincitore.

### Combattimento
Nel combattimento l'aleatorietà è assente: tutte le azioni di attacco e difesa si basano sulla potenza bellica, il cui valore è dato dalle unità utilizzate, dalle eventuali unità di supporto presenti (anche di altri giocatori) e infine dalle carte Casa disponibili (diverse per ogni casata/giocatore). Queste ultime sono un elemento tattico decisivo: la conoscenza delle carte altrui e la gestione del proprio mazzo sono aspetti determinanti per sfruttare al meglio la potenza e le peculiarità della propria casata.
Le unità belliche sono gestite da un sistema di piazzamento ordini coperti, il quale avviene in contemporanea per tutti. Ogni esercito\unità può ricevere un singolo ordine per turno, il quale può essere: un ordine di razzia, di marcia, di consolidamento, di difesa o di supporto. Una volta piazzati tutti gli ordini, si rivelano contemporaneamente. I giocatori ora si alternano risolvendone uno a testa partendo dalle razzie, fino ad arrivare al consolidamento (difesa e supporto sono passivi). Questo fa sì che tale fase sia decisiva e renda il gioco particolarmente profondo a livello tattico e strategico (le uniche variabili sono il supporto degli altri giocatori e le carte Casa). C'è un'opzione che introduce aleatorietà tramite le carte Sorti di Battaglia: ad ogni combattimento si estrae la prima carta del mazzo, la quale aggiunge la forza indicata al totale della forza di combattimento. Tale opzione è ritenuta molto stridente con la struttura del gioco, pertanto sconsigliata.

### Risorse
La gestione delle risorse è un punto cruciale del gioco: per avere molti e grandi eserciti bisogna avere abbastanza risorse per mantenerli. Se le proprie risorse non sono sufficienti per poter creare un vasto esercito, o se peggio si è costretti a ridurlo in numero per mancanza di queste, potrebbero verificarsi importanti ribilanciamenti delle forze al tavolo.

### Diplomazia e politica
La politica svolge un ruolo determinante, poiché è possibile supportare militarmente gli altri giocatori (è l'unica azione attiva permessa dal regolamento). Il tutto senza nessun vincolo, se non quello verbale tra giocatori, di conseguenza il tradimento è sempre dietro l'angolo. C'è però da sottolineare che sebbene le alleanze siano permesse dal regolamento, non sono obbligatorie.

### Altre caratteristiche
Gli eventi del gioco sono scanditi dalle carte Continente Occidentale e dalle carte Bruti e sono gli unici elementi aleatori presenti. Le prime decretano il reclutamento di nuove truppe, l'aggiornamento delle scorte (con la possibilità di espandere o ridurre gli eserciti) e la turnazione di altri meccanismi, come l'asta per i segnalini Predominio.
Le seconde decretano gli effetti di un possibile attacco dei Bruti. In questa fase sta ai giocatori dare forza ai Guardiani della Notte (gestiti dal gioco) ed evitare le incursioni dal nord: se l'attacco non viene respinto, tutti i giocatori subiranno conseguenze negative.

### I segnaliniPredominio
La conquista dei tre segnalini Predominio avviene tramite un'asta cieca. I tre segnalini sono Trono di Spade, Lama in Acciaio di Valyria e Corvo Messaggero. Ad ogni segnalino corrisponde un indicatore e il giocatore sulla prima posizione possiede il segnalino corrispondente. Gli indicatori sono:
- Trono di Spade, collegato al segnalino Trono di Spade. Determina l'ordine di turno.
- Feudi, collegato al segnalino Lama in Acciaio di Valyria. Determina la vittoria in caso di parità nei combattimenti.
- Corte del Re, collegato al segnalino Corvo Messaggero. Determina la quantità di ordini speciali giocabili.

Inoltre il possesso di un segnalino conferisce poteri unici, i quali possono far volgere a proprio favore (o dei propri alleati) le sorti di vari eventi: combattimenti, gestione degli ordini, casi di parità ed eventi Bruti.
La conquista di tali segnalini o il guadagnare posizioni in un determinato indicatore può essere determinante ai fini della vittoria.

### Case giocabili (seconda edizione)
I giocatori possono assumere il controllo di una delle casate principali dei Sette Regni:
- Casa Stark
- Casa Lannister
- Casa Baratheon
- Casa Greyjoy
- Casa Tyrell
- Casa Martell

Con le espansioni sono state aggiunte anche la Casa Targaryen e la Casa Arryn.

## Edizioni

### Prima edizione
La prima edizione del gioco è del 2003, edita negli Stati Uniti dalla Fantasy Flight Games e in Italia dalla Nexus Editrice con il titolo "Il Trono di Spade".
Questa edizione è stata pubblicata priva dei porti, pubblicati successivamente nell'espansione denominata A Clash of Kings (in italiano Scontro di Re) nel 2004, la quale introduceva anche la Casa Martell per giocare in sei giocatori.
Nel 2006 viene pubblicata una seconda espansione, A Storm of Sword (non tradotta in italiano), la quale introduceva diverse varianti.

### Seconda edizione
La seconda edizione (2011) è stata curata in Italia da Giochi Uniti ed è stata messa in commercio a partire dal 24 gennaio 2012.
Quest'edizione vede una nuova veste grafica, come ad esempio la mappa di gioco più realistica, un ribilanciamento delle casate e soprattutto riunisce insieme il gioco base e la prima espansione dell'edizione precedente, la quale era in origine parte del gioco stesso.

## Espansioni (seconda edizione)
La Danza dei Draghi (A Dance with Dragons), pubblicata nel 2012 e ripubblicato nel 2020 da Asmodee. Si sviluppa dopo la morte di 4 dei 5 re e propone un diverso set up per 6 giocatori con meno round di gioco. Le posizioni iniziali delle varie case sono aggiornate agli ultimi sviluppi della saga.
Il Banchetto dei Corvi (A Feast for Crows), pubblicata nel 2013 col nome Il Dominio della Regina e successivamente ripubblicato nel 2020 con la nuova traduzione da Asmodee. Fornisce un nuovo scenario di gioco e un nuovo set up per 4 giocatori, inserendo Casa Arryn come Casa giocabile al posto di Casa Greyjoy e cambiando le condizioni di vittoria: 7 punti per vincere, i quali si ottengono tramite il raggiungimento di obbiettivi nascosti o pubblici e non tramite la conquista di castelli e fortezze.
La Madre dei Draghi (Mother of Dragons), pubblicata nel 2019. Tale espansione contiene una plancia di gioco del continente di Essos da affiancare alla mappa del gioco base.
Introduce diverse novità, come la Casa Targaryen e la Casa Arryn, la banca di ferro e la nuova unità drago (disponibile solo per il giocatore della casa Targaryen).

## Riconoscimenti

### Prima edizione
- 2003[7]
  - Origins Award Gamers' Choice Best Board Game: Vincitore
  - Origins Award Best Traditional Board Game: Vincitore
  - Origins Award Best Board Game Design: Vincitore
- 2009[7]
  - Gra Roku Game of the Year: Candidato

### Seconda edizione
- 2013[8]
  - Ludoteca Ideale Official Selection: Vincitore
- 2011[8]
  - Charles S. Roberts Best Science-Fiction or Fantasy Board Wargame: Candidato